# Jean Soubeyran

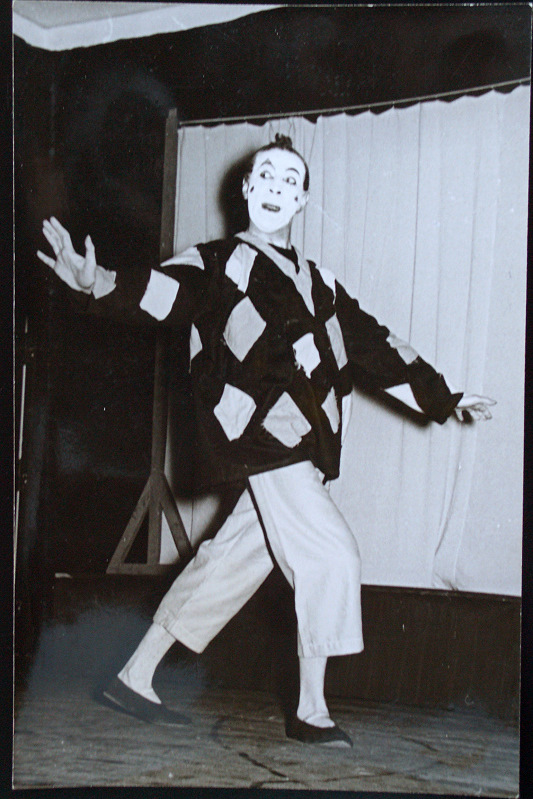
Jean Soubeyran als „Harlekin“ (Pantomime)

Jean Soubeyran (* 3. Januar 1921 in Paris; † 3. September 2000 in Hannover) war ein französischer Pantomime, Schauspieler, Regisseur, Choreograf, Professor und Autor. Den größten Teil seines Lebens verbrachte und wirkte er in Deutschland, daher ist Soubeyran vor allem dort und nicht in Frankreich als Vertreter der modernen Pantomime bekannt geworden, die er auch in das Schauspielertheater integrierte und wieder aus der Vergessenheit hob.

## Leben
Soubeyran studierte zunächst zwei Jahre Schauspiel bei Charles Dullin und Pantomime bei Decroux, bevor er 1945/46 an der Comédie-Française unter der Regie von Barrault in einem Mimodrama auftrat. Er spielte jahrelang im Ensemble Marceaus, unter anderem in Der Mantel, bevor er als Solopantomime auf der Bühne stand. Er ging „auf Wanderschaft“ durch Frankreich, die Schweiz und Deutschland (dort zuerst in der französischen Besatzungszone) und ließ sich danach zunächst in Dortmund nieder, „weil damals der Boden für Pantomime in Deutschland fruchtbarer war.“ Einer seiner Schüler dort war bereits Günter Titt.
Schon seit Mitte der 1940er-Jahre begann er selbst zu unterrichten und ab den 1950er-Jahren Vorträge über „modernes Theater und die Pantomime“ zu halten. Seit dieser Zeit bestand auch sein bis 1957 existierendes, in Dortmund gegründetes und später in Düsseldorf residierendes Ensemble, das bald Fernsehauftritte in Deutschland und 1955 beim niederländischen TV-Sender VPRO eine eigene Sendung hatte. 1956 folgte eine ausgedehnte Gastspielreise unter anderem durch die DDR. Im selben Jahr gab Soubeyran auf Einladung der Folkwang Hochschule in Essen erstmals an einer Schauspielschule Unterricht in Pantomime (die dort 1962 durch Günter Titt zu einem festen Bestandteil der Schauspielausbildung und 1965 ein eigenes Studienfach wurde).

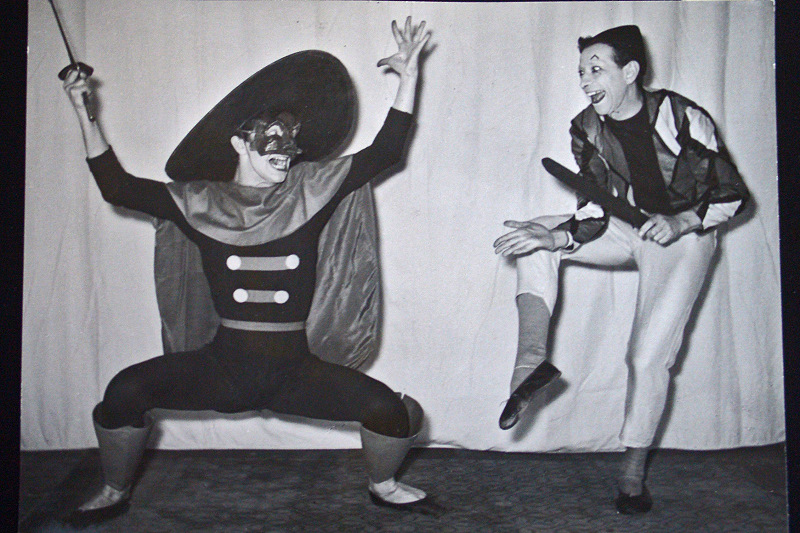
Jean Soubeyran als „Harlekin“ (Pantomime)

1957 ging er nach Ost-Berlin, da er ein Jahr vorher von Brecht durch seine Bekanntschaft mit ihm noch in dessen Exil in der Schweiz beauftragt wurde, die Fastnachtsszene in Leben des Galilei am Berliner Ensemble im Theater am Schiffbauerdamm zu choreografieren. Zusätzlich war er für das Schauspielertraining zuständig. Nach dem Tod Brechts wurde die Inszenierung von Erich Engel fertiggestellt und 1957 aufgeführt. Dort blieb er zwei Jahre. Dann übernahm er die Titelrolle im Film Der junge Engländer und wurde von Walter Felsenstein an die Komische Oper geholt, wo er auch zwei Jahre blieb.
Als 1961 die Berliner Mauer errichtet wurde, beschloss er wieder in die BRD zu gehen, wo er als Schauspieler und Pantomime Rollen übernahm, so zunächst am Neuen Theater Hannover, später auch am Theater Bonn. Außerdem erhielt er als Choreograf oder Regisseur Engagements an Theatern, z. B. am Schauspielhaus Hamburg, am Schillertheater Berlin und am Niedersächsischen Staatstheater Hannover. Ebenso 1961 gründete er mit zum Teil früheren Mitgliedern in Essen ein neues eigenes Ensemble, das auch Gastspiele gab.
1966 veranstaltete er in Essen die „Tage der Pantomime“, das (nach 1962 in Berlin und 1965 in Zürich) dritte internationale Pantomimenfestival, an dem René Quellet und das Duo Albert le Vice/Dominique Thommy (Le cabaret mimique) aus der Schweiz, Pierre Byland aus Frankreich, José Luis Gómez aus Spanien sowie Karl-Heinz Thyssen, Helfried Foron, Peter Siefert, Ellen Dorn, eine der damals wenigen weiblichen Pantomimen, die Pantomimenklasse der Folkwang Hochschule unter der Leitung von Günter Titt und Studierende der Westfälischen Schauspielschule Bochum unter der Leitung von Klaus Boltze teilnahmen.
Ab 1968 wurde er als Pantomimeregisseur und Choreograf fest an die Wuppertaler Bühnen geholt, nachdem er dort vorher schon einzelne Regiearbeiten ausführte. 1972 wurde er als Professor in der Abteilung Schauspiel an die Hochschule für Musik und Theater Hannover gerufen, wo er früher auch schon Gastdozent war. Zu seinen Schülern gehörten etwa die späteren Schauspieler und Regisseure Ulrike Folkerts, der Brandt-Sohn Matthias Brandt, Renan Demirkan, Peter Henze und Werner Müller, der zunächst vor allem als Pantomime und Clown bekannt wurde; zu den vormaligen Mitgliedern seiner Pantomimegruppe die Schauspieler und Regisseure Gudrun Orsky, Peter Siefert und der Schauspieler, Regieassistent und Autor Günter Lanser. Pantomimeunterricht bei Soubeyran erhielt auch der Schauspieler Pit Krüger. 1983 arbeitete er mit Anton Plate am Text zu dessen Oper Lisabella und Lorenzo.
Nach seiner Pensionierung 1986 wirkte er bis zu seinem Tod immer noch an zahlreichen freien Theaterprojekten sowie im Film Flüchtig mit.

## Wirkung
Jean Soubeyrans Verdienst war es, die Ideen von Decroux, der die Pantomime als eine „Sprache“ mit einer eigenen „Grammatik“ etablierte, kongenial umgesetzt und in das Schauspielertheater integriert und damit diese fast vergessene Kunst in Deutschland, aber auch in den Niederlanden und in Österreich, wohin er Gastspielreisen unternahm, wieder populär und zudem zu einem eigenen anerkannten Unterrichtsfach im Bereich „Schauspiel“ gemacht zu haben. Außerdem lässt sich feststellen, dass alle deutschen Pantomimen direkt oder indirekt Schüler von ihm sind, sofern sie nicht an anderen Schulen wie etwa der École Jacques Lecoq ausgebildet wurden. Damit leistete er Pionierarbeit auf dem Gebiet der deutschen Pantomime.
Einzig die Verwirklichung seines Traums, ein eigenes deutsches Pantomimentheater nach den Vorbildern der Gruppen von Fialka und Tomaszewski zu gründen, scheiterte an geeigneter Unterstützung.

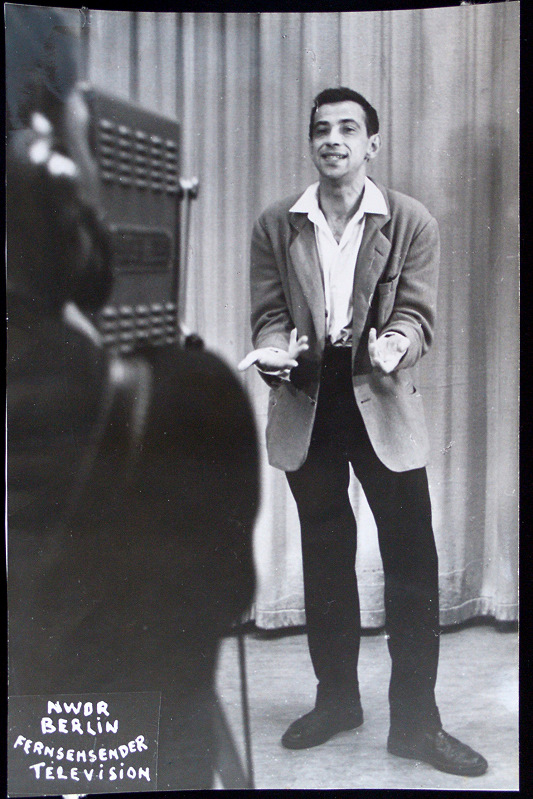
Jean Soubeyran bei einem Vortrag über „Die Kunst der Pantomime“ im NWDR

## Zitat
„Die Pantomime ist keine Scharade. Wenn das Publikum sie nicht versteht, liegt der Fehler nicht beim Publikum, sondern beim Mimen. Das Publikum soll nicht nachher, sondern gleichzeitig verstehen, ich möchte fast sagen vorher. Der Mime erfüllt die Erwartungen des Publikums. Das Publikum des Mimen ist nicht passiv, sondern aktiv.“
„Pantomime ist Handlung. Es gibt in der Pantomime keine Bewegung an sich wie im Tanz. Bewegung, Haltung und Gestik ergeben sich aus der Wirklichkeit. Die Pantomime vereinfacht, komprimiert reale Vorgänge. Sie stellt das Besondere am Gewöhnlichen dar.“
„Die Pantomime will nicht die Schönheit, sondern die Wahrheit.“

## Aufführungen (Auswahl)
- 1950: Bilder unserer Zeit, eigenes Ensemble, Dortmund[34]
- 1951: Der Mantel nach Gogol, mit der Compagnie de Mime Marcel Marceau
- 1957: Leben des Galilei von Brecht, Choreografie am Berliner Ensemble
- 1964: Reise um die Erde in 80 Tagen von Pavel Kohout nach Jules Verne, Regiearbeit an den Wuppertaler Bühnen
- 1982: Die Maske des Roten Todes nach Edgar Allan Poe mit seinen Schülern in Hannover
- 1985: Zufällig eine Frau: Elisabeth (Quasi per caso una donna: Elisabetta) von Dario Fo und Dario Fo Spektakel – Stücke, Szenen, Monologe, Regiearbeit mit Carlos Trafic und Rolf Johannsmeier am Staatstheater Kassel[35]
- 1992: Tod dem Mondschein oder Gelbe Ohrfeigen? Eine Futurismus-Collage, Regie: Peter Ries, Sprengel Museum Hannover
- 1994: Violett, Farb-Oper von Wassily Kandinsky, Regie: Franz-Josef Heumannskämper, UA 1994 Sprengel Museum Hannover, Gastspiele u. a. Stadsschouwburg Amsterdam, Southbank Centre London, Piccolo Teatro di Milano, Kunsthalle Wien[36]

## Filmografie
- Die blaue Blume, Jean Soubeyran und sein Ensemble, SDR 1955[37]
- Spielfilm, Das Stacheltier: Der junge Engländer (auch Der Affe als Mensch, The Young Englishman, nach Wilhelm Hauff), Regie: Gottfried Kolditz, Musik: Hans-Dieter Hosalla, DEFA 1958
- Peter und der Wolf von Prokofjew, Jean Soubeyran und sein Ensemble, SDR 1963[23]
- Flüchtig, Regie: Marc Ottiker, Deutschland/Schweiz 1993

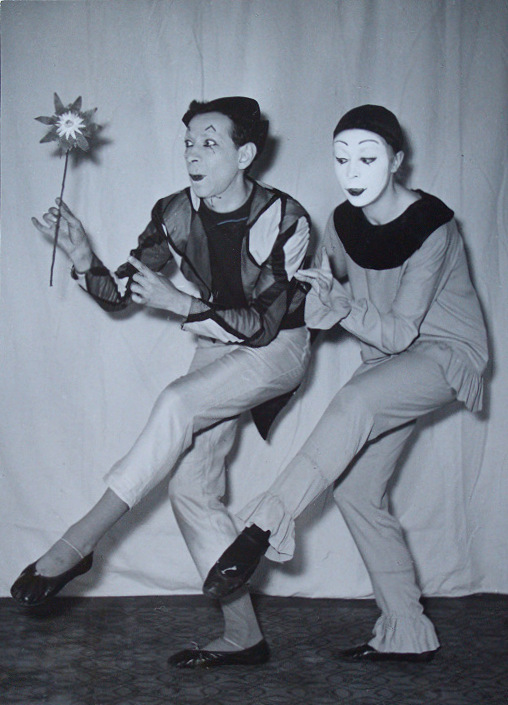
Jean und Brigitte Soubeyran in Im Zirkus (Pantomime)

## Familiäres Kompendium
Seine erste Ehefrau Brigitte Soubeyran, eine bekannte und erfolgreiche Theaterregisseurin in der DDR, war in den 1950er- und 1960er-Jahren als Pantomimelehrerin, Choreografin und Bewegungsregisseurin am Berliner Ensemble und am Deutschen Theater Berlin beschäftigt, bevor sie ihre eigene Inszenierungstätigkeit an der Volksbühne Berlin begann, die sie dort von 1970 bis 1979 ausübte. Danach setzte sie diese Tätigkeit am Theater Chemnitz fort.
Ihr gemeinsamer Sohn Manuel Soubeyrand war Regisseur u. a. am Volkstheater Rostock und bis Mitte 2014 Intendant der Württembergischen Landesbühne Esslingen. Von Mitte 2014 bis 2022 war er Intendant der Neuen Bühne Senftenberg.
Seine zweite Frau Ellen Soubeyrand war zeitweilig Mitglied seines Ensembles und übersetzte sein Buch Die wortlose Sprache unter ihrem Geburtsnamen Dorn ins Deutsche.